# Journée internationale du vivre-ensemble en paix
La Journée Internationale du Vivre Ensemble en Paix (JIVEP) est célébrée chaque année le 16 mai. 
Elle est consacrée au vivre-ensemble c'est-à-dire à l'acceptation des différences, au respect et à la reconnaissance envers autrui dans un esprit de paix.

## Description
Cette journée a été adoptée à l’unanimité par 193 pays de l'Assemblée générale des Nations Unies le 8 décembre 2017 par l'intermédiaire de la résolution 72/130. Ce projet a été porté par AISA ONG Internationale (Association Internationale Soufie Alawiyya) dont le président d'honneur Cheikh Khaled Bentounes en est l'initiateur.
Cette journée vise à sensibiliser et mobiliser les efforts de la communauté internationale en faveur de la paix, de l'inclusion, de la tolérance, de la compréhension ou encore de la solidarité. Pour ce faire, les États membres de l'ONU sont invités à agir en faveur de la paix et du développement durable, en collaborant avec les chefs religieux, les diverses communautés ou tout autre parties prenantes.